# Struthio dmanisensis
Struthio dmanisensis (лат.) — вымерший вид нелетающих птиц из семейства страусовых (Struthinodae). Научное название получил в честь город Дманиси в южной Грузии, где были обнаружены окаменелые остатки.
Вид был распространён в юго-восточной части Европы в раннем плейстоцене (1,5—1,8 млн лет назад). Птицы обитали в широких степях и саваннах. Достаточно хорошо бегали, уступая по скорости современным страусам. Относительно дневного или ночного образа жизни вида ведутся дискуссии. Возможно, на этих птиц охотились предки людей. Естественными врагами были саблезубые кошки.
Птицы достигали в высоту от 3 до 3,5 м и имели вес до 450 кг. Исследователи относят этот вид к крупнейшим из когда-либо найденных птиц Северного полушария. Эта птица имела изящные и длинные конечности.